# Lindås, Norge
Lindås är en tätort och kyrkby i Alvers kommun i Vestland fylke i västra Norge. Orten ligger vid fylkesväg 57. Här finns Lindås kyrka.
Orten har tidigare utgjort centralort i dåvarande Lindås kommun i Hordaland fylke, detta innan kommunens administration flyttade till tätorten Knarvik efter att kommunen utvidgats 1964.